# Selago esterhuyseniae
Selago esterhuyseniae är en flenörtsväxtart som beskrevs av O.M. Hilliard. Selago esterhuyseniae ingår i släktet Selago och familjen flenörtsväxter. Inga underarter finns listade i Catalogue of Life.